# Гудіксвалль
Гудіксвалль (швед. Hudiksvall) — місто в Швеції в лені Євлеборг з населення 15,015 чоловік (2010). Гудіксвалль також відомий як «Glada Hudik» (укр. Щасливий Гудік), термін, який виник в 19 столітті, через його гостинність і жваве суспільне життя. Гудіксвалль лежить на східному узбережжі Швеції, на відстані 80 км на південь від Сундсвалля і близько 130 км на північ від Євле.